# Trachylepis atlantica
Trachylepis atlantica és una espècie de sauròpsid (rèptil) de la família dels escíncids originari de l'illa de Fernando de Noronha, al nord-est del Brasil.

## Descripció
Té taques fosques i clares i sol mesurar d'entre 7 a 10 cm de longitud en la part superior del cos amb una variació substancial de colors preciso. Tot i tenir una cua llarga i musculada, es desprèn del seu cos amb facilitat. Les escales de la part inferior són groguenques o grisencs. Les parpelles són de color blanc a groc. Té un cap petit amb dos narius laterals. Les dents són petites i còniques, la llengua prima però molt desenvolupada. Els ulls foscos són petits i estan situats lateralment. La cua és llarga i fràgil, i es trenca amb facilitat, com en molts llangardaixos i sargantanes. Després de la ruptura es torna a generar. No obstant això, quan no es trenca del tot, la nova cua creix per la part trencada i d'aquesta manera queda bifurcada.
S'alimenta d'insectes i matèria vegetal, incloent el nèctar de l'arbre Erythrina velutina, així com altres aliments com molles de galets o ous de la seva pròpia espècie.

## Descobriment i taxonomia
Es creu que va ser vist per primera per Amerigo Vespucci el 1503, però no va ser descrit formalment fins al 1893. La seva història taxonòmica ha estat complexa, plegada de confusions amb la Trachylepis maculata i altres espècies, homònims, i altres problemes. L'espècie està classifica en un gènere diferent de la majoria dels Trachylepis i es creu que va arribar a l'illa de Fernando de Noronha per dispersió oceànica. L'enigmàtica Trachylepis tschudii, suposadament del Perú, podria ser la mateixa espècie.
Va ser descrit formalment per primera vegada per John Edward Gray el 1839. basant-se en dos exemplars que va recollir en l'HMS Chanticleer el 1838. Va batejar l'espècie amb el nom de Tiliqua punctata. Sis anys més tard es va canviar el gènere de l'espècia a Euprepis. El 1887, George Boulenger va tornar a moure el gènere, aquest cop a Mabuya, en considerar que eren idèntics, va canviar el nom a Mabuia punctata i va al·legar que era la mateixa espècie que la Trachylepis maculata de Guyana, en aquell temps batejada com Tiliqua maculata. També va incloure la Mabouya punctatissima, suposadament de Sud Àfrica, com a sinònim.